# Netkort
 For alternative betydninger, se NIC.
Et netkort er en funktion, som gør et stykke udstyr i stand til at kommunikere via et datanet med andre datanet-værter - og som så selv har funktion af at være en datanet-vært.
Et netkort kan være et fysisk indstiks kort eller en netkortfunktion indlejret i et større eller mindre bundkort - f.eks. i en PC.
Netkortet kan være beregnet til kommunikation via netkabler (f.eks. PDS-kabler) (fastnet-kort) - eller via trådløs kommunikation (trådløst netkort).
Indstikskortet kan for eksempel have en PCI-grænseflade.

## ethernet netkort
Den mest udbredte type er ethernet baserede netkort.
Ethvert ethernet netkort har et unikt 48 bit serienummer, kaldet en MAC-adresse, fysisk adresse eller ethernet-adresse. MAC-adressen er normalt gemt i et digitalt lagringsmedie på selve netkortet.